# Shaun Barker
Shawn Barker, né le 19 septembre 1982 à Trowell (Angleterre), est un footballeur anglais, qui évolue au poste de défenseur central au Burton Albion.

## Carrière

### En club
Shaun Barker commence sa carrière professionnelle à Rotherham United où il joue plus de 130 matchs, toutes compétitions confondues. Après être passé par Blackpool, il signe à Derby County en juillet 2009 et prolonge son contrat en décembre 2010, s'engageant dans ce club jusqu'à l'été 2014. Au mois d'avril suivant, il subit une opération chirurgicale au genou. À l'issue de la saison 2014-15, il est libéré par Derby.
Le 26 août 2016, il rejoint Burton Albion.

## Distinctions personnelles
Rotherham United
- Jeune joueur de l'année
  - Vainqueur : 2003

Blackpool
- Joueur de l'année
  - Vainqueur : 2007